# 鬼沢 (弘前市)
鬼沢（おにざわ）は、青森県弘前市の地名。郵便番号は036-1205。

## 地理
当地を青森県道31号弘前鯵ケ沢線・青森県道133号鬼沢種市線が縦断する。北西から北にかけて貝沢、北は小友、東は種市・楢木、南は高杉、東は百沢に接する。

### 小字
小字として後田・猿沢・菖蒲沢・鶴喰・二千刈・広野・山ノ越がある。

## 沿革
- 1889年（明治22年） - 裾野村の大字。
- 1891年（明治24年） - 当時の記録では人口821、戸数122、厩102であった。
- 1955年（昭和30年） - 弘前市に所属、弘前市の大字になる。

### 地名の由来
定かではないが、農業の神とあがめられる鬼神を祀る鬼神社と関係しているものと思われる。

## 世帯数と人口
2017年（平成29年）6月1日現在の世帯数と人口は以下の通りである。
| 大字             | 世帯数  | 人口    |
| ---------------- | ------- | ------- |
| 鬼沢（小字全域） | 506世帯 | 1,361人 |

## 施設

### 教育
- 弘前市立自得小学校

### 福祉
- 老人ホーム弘前園
- グループホーム鬼沢

### 商業
- 葛西農材商会
- 鬼沢農産物加工組合

### 消防
- 弘前市消防団裾野地区団第三分団消防屯所

### 農協
- JAつがる弘前弘前北
- フジプラントCA氷点冷蔵庫
- JAつがる弘前鬼沢りんごセンター

### 公共
- 鬼沢郵便局
- 鬼沢研修会館
- 堂ヶ沢町民会館
- 弘前市自得児童館

### その他
- 鬼神社
- 熊野神社
- 鬼楢第二共同防除組合
- 鬼楢第五共同防除組合倉庫

## 小・中学校の学区
市立小・中学校に通う場合、学区は以下の通りとなる。
| 大字 | 番地 | 小学校             | 中学校             |
| ---- | ---- | ------------------ | ------------------ |
| 鬼沢 | 全域 | 弘前市立自得小学校 | 弘前市立北辰中学校 |

## 交通
- 弘南バス

鬼沢南口、鬼沢、下鬼沢、堂ヶ沢、中央堂ヶ沢、堂ヶ沢北口（弘前バスターミナル - 糠坪・楢の木経由 - 堂ヶ沢・十腰内線）停留所。